# Popis epizoda Zvjezdanih staza: Discovery
Popis epizoda televizijske serije Zvjezdane staze: Discovery.

## Glumačka postava
- Sonequa Martin-Green kao Michael Burnham
- Doug Jones kao zapovjednik Saru
- Anthony Rapp kao poručnik Paul Stamets
- Mary Wiseman kao kadetkinja Sylvia Tilly
- Emily Coutts kao poručnica Keyla Detmer
- Wilson Cruz kao doktor Hugh Culber

## Prva sezona
Radnja je smještena 10 godina prije originalne serije Zvjezdanih staza, a prati vođu Klingonaca T'Kuvmu koji pokušava ujediniti dvadeset i četiri velike kuće Klingonaca, što vodi ka hladnom ratu između njegove rase i Ujedinjene Federacije Planeta. U tom sukobu zateći će se i posada broda USS Discovery.

### Glavni likovi
- Sonequa Martin-Green kao Michael Burnham
- Doug Jones kao zapovjednik Saru
- Shazad Latif kao poručnik Ash Tyler
- Anthony Rapp kao poručnik Paul Stamets
- Mary Wiseman kao kadetkinja Sylvia Tilly
- Jason Isaacs kao kapetan Gabriel Lorca

#### Prateća postava
- Jayne Brook kao vice-admiralica Katrina Cornwell
- Mary Chieffo kao L'Rell
- Emily Coutts kao poručnica Keyla Detmer
- Wilson Cruz kao doktor Hugh Culber
- James Frain kao Sarek
- Kenneth Mitchell kao Kol
- Sara Mitich kao zapovjednica Airiam
- Chris Obi kao T'Kuvma
- Oyin Oladejo kao Joann Owosekun
- Rekha Sharma kao zapovjednica Ellen Landry
- Rainn Wilson kao Harry Mudd
- Michelle Yeoh kao kapetanica Philippa Georgiou

### Popis epizoda
| Prvo poglavlje |                                                    |                      |                                                    |                     |                 |
| 01 | "The Vulcan Hello"                                 | David Semel          | Bryan Fuller, Alex Kurtzman                        | 24. rujna 2017.     | 1207.3          |
| Dok patrolira federacijskim prostorom, U.S.S. Shenzhou susreće objekt nepoznatog podrijetla, što stavlja prvu časnicu Michael Burnham pred dosad najveći test. |                                                    |                      |                                                    |                     |                 |
| 02 | "Battle at the Binary Stars"                       | Adam Kane            | Bryan Fuller                                       | 24. rujna 2017.     | nepoznat        |
| Licem u lice s Klingoncima, USS Shenzhou se priprema za rat, ako pregovori propadnu. Usred nemira, Burnham se prisjeća svog vulkanskog odgoja kao vodilje. |                                                    |                      |                                                    |                     |                 |
| 03 | "Context is for Kings"                             | Akiva Goldsman       | Bryan Fuller, Gretchen J. Berg, Aaron Harberts     | 1. listopada 2017.  | nepoznat        |
| Michael Burnham se nađe na USS Discoveryju, gdje ubrzo shvaća da stvari nisu kakvima se čine, što uključuje i misterioznog kapetana Gabriela Lorcu. |                                                    |                      |                                                    |                     |                 |
| 04 | "The Butcher's Knife Cares Not for the Lamb's Cry" | Olatunde Osunsanmi   | Jesse Alexander, Aron Eli Coleite                  | 8. listopada 2017.  | nepoznat        |
| Uz visoke uloge i napetost, Federacija ustraje u okončanju rata s Klingoncima. Burnham se uhodava u položaj na USS Discoveryju. |                                                    |                      |                                                    |                     |                 |
| 05 | "Choose Your Pain"                                 | Lee Rose             | Gretchen J. Berg, Aaron Harberts, Kemp Powers      | 15. listopada 2017. | nepoznat        |
| Tijekom misije Kapetana Lorcu otmu Klingonci. U zatvoru upoznaje tajnovita poručnika Asha Tylera i notornog galaktičkog kriminalca Harryja Mudda. Burnham je zabrinuta zbog posljedica koji pogon spora ima na dugoživca. |                                                    |                      |                                                    |                     |                 |
| 06 | "Lethe"                                            | Douglas Aarniokoski  | Joe Menosky, Ted Sullivan                          | 22. listopada 2017. | nepoznat        |
| Posada USS Discoveryja zanima se za najnoviju prinovu posadi, poručnika Tylera. Sarek traži Burnhaminu pomoć, dok tajne zakopane u prošlosti izlaze na vidjelo. Admiralica Katrina Cornwell preispituje Lorcin način rada. |                                                    |                      |                                                    |                     |                 |
| 07 | "Magic to Make the Sanest Man Go Mad"              | David M. Barrett     | Aron Eli Coleite, Jesse Alexander                  | 29. listopada 2017. | 2136.8 – 2137.2 |
| Posada se opušta na partyju, dok Harry Mudd aktivira vremensku petlju koja stalno iznova uništava brod i ubija posadu, kako bi doznao tajne pogona na spore i prodao ih Klingoncima. |                                                    |                      |                                                    |                     |                 |
| 08 | "Si Vis Pacem, Para Bellum"                        | John S. Scott        | Kirsten Beyer                                      | 5. studenoga 2017.  | 1308.9          |
| USS Discovery odlazi na misiju velikih uloga, na planet Pahvo, kako bi otkrili tajne Klingonske tehnologije skrivanja. |                                                    |                      |                                                    |                     |                 |
| 09 | "Into The Forest I Go"                             | Chris Byrne          | Bo Yeon Kim, Erika Lippoldt                        | 12. studenoga 2017. | nepoznat        |
| Lorca krši Flotine zapovijedi, te pokušava razbiti tajne Klingonske tehnologije skrivanja, uništiti Klingonski Brod mrtvih te zajamčiti pobjedu za Federaciju. |                                                    |                      |                                                    |                     |                 |
| Drugo poglavlje |                                                    |                      |                                                    |                     |                 |
| 10 | "Despite Yourself"                                 | Jonathan Frakes      | Sean Cochran                                       | 7. siječnja 2017.   | nepoznat        |
| Lorca potajno dovodi Discovery u paralelni svemir, pri čemu brodski navigator, poručnik Stamets biva onesposobljen. Posada iz prve ruke iskusi zlobu, brutalnost i podlost Teranskog carstva dok se pretvaraju da pripadaju tom svemiru. Poručnik Tyler otkriva kako možda ne pati samo od PTSP-a, dok se prisjeća mučenja u Klingonskom zatvoru. |                                                    |                      |                                                    |                     |                 |
| 11 | "The Wolf Inside"                                  | TJ Scott             | Lisa Randolph                                      | 14. siječnja 2017.  | nepoznat        |
| Burnham pokušava spasiti skupinu Teranskih pobunjenika koje pod zapovijedima mora uništiti, dok pokušava održati krinku da pripada tome svemiru. U međuvremenu, poručnika Tylera izjeda i uništava teror, i prijeti šansi da se Discovery vrati kući.                                                                                             |                                                    |                      |                                                    |                     |                 |
| 12 | "Vaulting Ambition"                                | Hanelle M. Culpepper | Jordon Nardino                                     | 21. siječnja 2017.  | nepoznat        |
| Burnham odlazi na ISS Charon s posebnim "poklonom" za caricu. Na Discoveryju, Stamets je zatočen u micelijskoj mreži zajedno sa svojim Teranskim dvojnikom. Saru moli klingonku L'Rell da mu pomogne oko situacije s Tylerom. |                                                    |                      |                                                    |                     |                 |
| 13 | "What's Past Is Prologue"                          | Olatunde Osunsanmi   | Ted Sullivan                                       | 28. siječnja 2017.  | 1834.2          |
| Lorca pokušava svrgnuti caricu, što potiče Burnham na brzu odluku da spasi ne samo sebe nego i USS Discovery. |                                                    |                      |                                                    |                     |                 |
| 14 | "The War Without, The War Within"                  | David Solomon        | Lisa Randolph                                      | 4. veljače 2017.    | nepoznat        |
| Natrag u svome svemiru, Michael Burnham i posada suočeni su s napretkom rata u njihovu odsustvu. Flota mora koristiti nekonvencionalne taktike i izvore kako bi pobijedila Klingonce. |                                                    |                      |                                                    |                     |                 |
| 15 | "Will You Take My Hand?"                           | Akiva Goldsman       | Akiva Goldsman & Gretchen J. Berg & Aaron Harberts | 12. veljače 2017.   | nepoznat        |
| Teranska inačica kap. Georgiou vodi plan brzog okončanja rata s Klingoncima jednom zauvijek, dok posada pokušava razumjeti i nositi se s njenim ekscentritetom. Burnham se ponovno prisjeća poteškoća iz prošlosti. |                                                    |                      |                                                    |                     |                 |